# Генетика (журнал)
Генетика (журнал) — российский ежемесячный рецензируемый научный журнал, в котором выходят обзорные и экспериментальные научные статьи, посвящённые вопросам фундаментальной и прикладной генетики. Журнал выходит с 1965 года, издаётся на русском языке. В настоящее время издатель журнала — ООО "ИКЦ «Академкнига», до 2018 года — издательство «Наука». Статьи журнала переводятся на английский язык и выходят в англоязычной версии журнала «Russian Journal of Genetics», издаваемый Pleiades Publishing Inc. (США).
Журнал «Генетика» включён в международные библиографические базы данных PubMed, Scopus, Springer, WoS и другие.
Импакт-фактор журнала «Russian Journal of Genetics», рассчитываемый агентством Thomson Reuters и публикуемый в ежегодном докладе «Journal Citation Report», в 2022 году составлял 0.6. Российский индекс научного цитирования (РИНЦ) журнала «Генетика» в 2023 году равнялся 0.798.

## История
Решение об организации ежемесячного журнала «Генетика» было принято Президиумом АН СССР в 1964 году в связи с необходимостью возрождения генетики в СССР после окончания периода «лысенковщины» (Постановление Президиума АН СССР № 442 от 25 декабря 1964 года). Постановление о составе первой редколлегии в апреле 1965 года подписал президент АН СССР М. В. Келдыш. Главным редактором был утверждён академик ВАСХНИЛ П. М. Жуковский, а его заместителями — С. И. Алиханян и Д. К. Беляев. Первый номер вышел в свет в июле 1965 года.
В 1966 году журнал стали переводить на английский язык, перевод издавали под названием «Soviet Genetics». Позднее англоязычная версия журнала получила название «Russian Journal of Genetics».
В течение многих лет ключевую роль в деятельности журнала играл С. И. Алиханян, умевший уравновешивать разнонаправленные интересы селекционеров, классических генетиков и молекулярных биологов. В 1975—1977 годах он исполнял обязанности главного редактора. Академик Г. П. Георгиев был главным редактором журнала с 1977 по 2011 год. Академик С. В. Шестаков возглавлял редколлегию журнала с 2012 по 2016 год. С 2017 года главным редактором является академик Н. К. Янковский.
Многие годы большую организационную работу в редакции журнала вели ответственный секретарь И. А. Зеленина, заведующая редакцией Н. Д. Миронова, заместитель главного редактора академик Ю. П. Алтухов. В состав редколлегии входили такие выдающиеся генетики, как Б. А. Астауров, И. А. Захаров-Гезехус, Н. П. Дубинин, И. А. Рапопорт, В. А. Струнников и другие известные ученые.
С 2005 по 2015 год в журнале было опубликовано более 1600 статей, десятая часть из них были представлены зарубежными авторами из Азербайджана, Белоруссии, Казахстана, Китая, Ирана, Египта, Индии, Сербии, Польши, Турции и других стран.

## Редколлегия
Журнал издаётся под руководством Отделения биологических наук РАН. Главным редактором журнала «Генетика» является академик Н. К. Янковский. В состав редакции входят академики В. А. Гвоздев, С. Г. Инге-Вечтомов, Е. К. Гинтер, Н. А. Колчанов, В. П. Пузырёв. В состав редакции входят также С. К. Абилев (зам. главного редактора), А. П. Рысков (зам. главного редактора), С. А. Брускин (ответственный секретарь), А. М. Боронин,
Т. А. Ежова, И. А. Захаров-Гезехус, А. М. Кудрявцев, Л. А. Лутова, А. С. Миронов, Д. В. Политов, Н. Б. Рубцов, М. Д. Тер-Аванесян, М. В. Холодова, Э. К. Хуснутдинова.

## Основные рубрики журнала
В журнале «Генетика» печатаются следующие виды научных статей: обзорные статьи, оригинальные статьи, краткие сообщения, методические статьи, сообщения, посвящённые юбилеям, датам, потерям науки. Рубрики журнала представляют все направления современной генетики: молекулярная генетика, генетика микроорганизмов, генетика растений, генетика животных, генетика человека и медицинская генетика, математические модели и методы в генетике. Особое внимание уделяется таким вопросам, как сохранение и рациональное использование генетических ресурсов; оценка, прогнозирование и предупреждение негативных генетических последствий загрязнения окружающей среды.

## ISSN
ISSN печатной версии журнала «Генетика» — 0016-6758.
ISSN печатной версии журнала «Russian Journal of Genetics» — 1022-7954.
ISSN электронной версии журнала «Russian Journal of Genetics» — 1608-3369.